# 거문고자리 RR

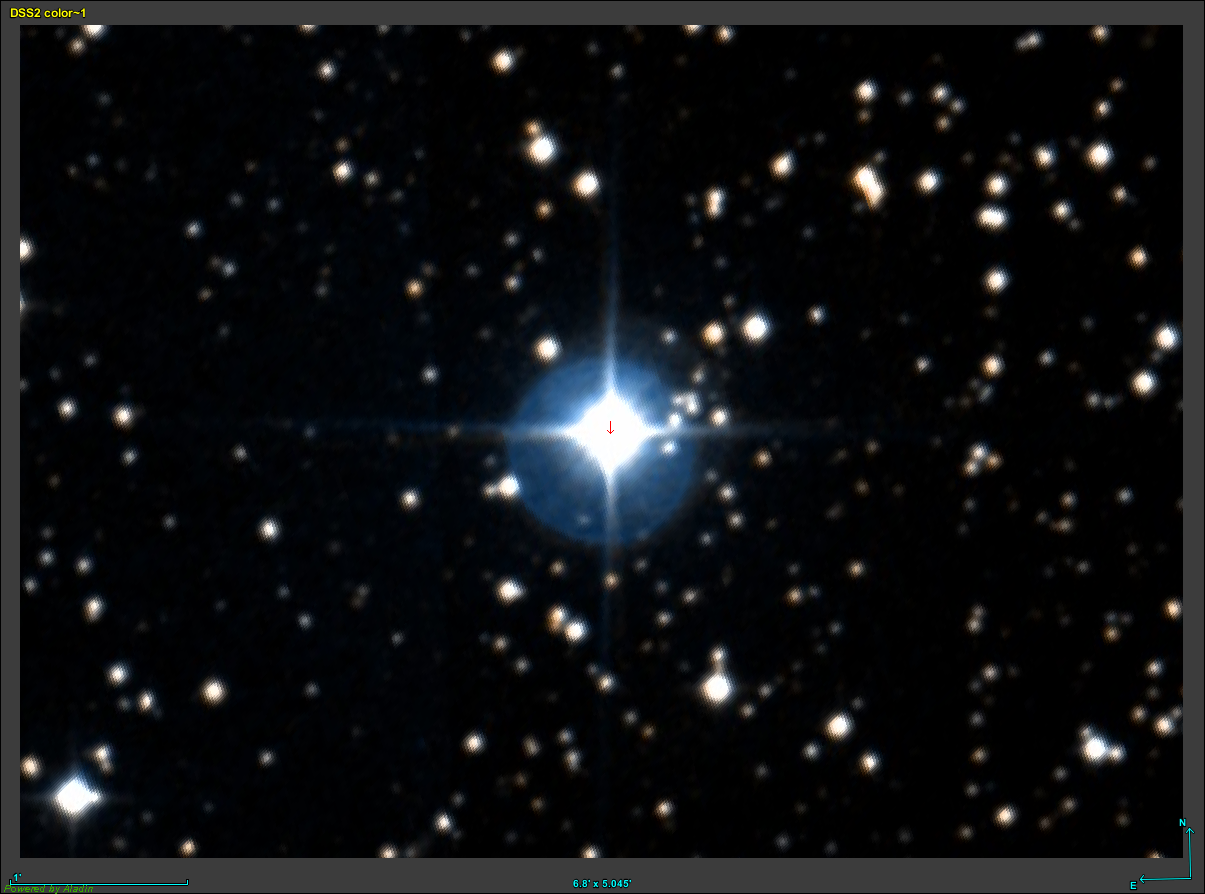

거문고자리 RR은 거문고자리에 있는 변광성이며, 거문고자리 RR형 변광성의 원형 별이기도 하다. 광도변화 주기는 약 13시간이며 겉보기 등급은 +7~8 사이에서 변한다. 1901년 하버드 천문대의 스코틀랜드계 천문학자 윌리아미나 플레밍은 이 별이 변광성 성질을 띠고 있다는 사실을 발견했다. 지구로부터 거문고자리 RR까지의 거리를 정확하게 계산하는 것은 중요한데, 그 이유는 이 별까지의 거리를 정확히 구할 경우 별의 밝기를 정확히 알 수 있으며, 이를 통해 다른 거문고자리 RR형 별들과 지구 사이의 거리를 구할 수 있기 때문이다.
이 별과 지구 사이 거리는 오랫동안 정확히 알려지지 않았으나, 2002년 허블 우주 망원경이 파인 가이던스 센서를 통해 대략 5 퍼센트 이내 오차로 약 854광년의 거리만큼 떨어져 있다고 계산했다. 만약 이 값이 정확하다면 거문고자리 RR의 절대 등급은 0.61로 태양 밝기의 약 49배가 된다.

## 참고 문헌
- Burnham, Robert, Jr. (1978). 《Burnham's Celestial Handbook, Volume 2》. New York: Dover Publications. ISBN 0-486-23568-8.
- Benedict, et al., "Astrometry with the Hubble Space Telescope: a parallax of the fundamental distance calibrator RR Lyrae"[깨진 링크(과거 내용 찾기)]
- RR Lyrae

## 같이 보기
- 거문고자리 RR형 변광성